# NSTAR, propulsor iónico

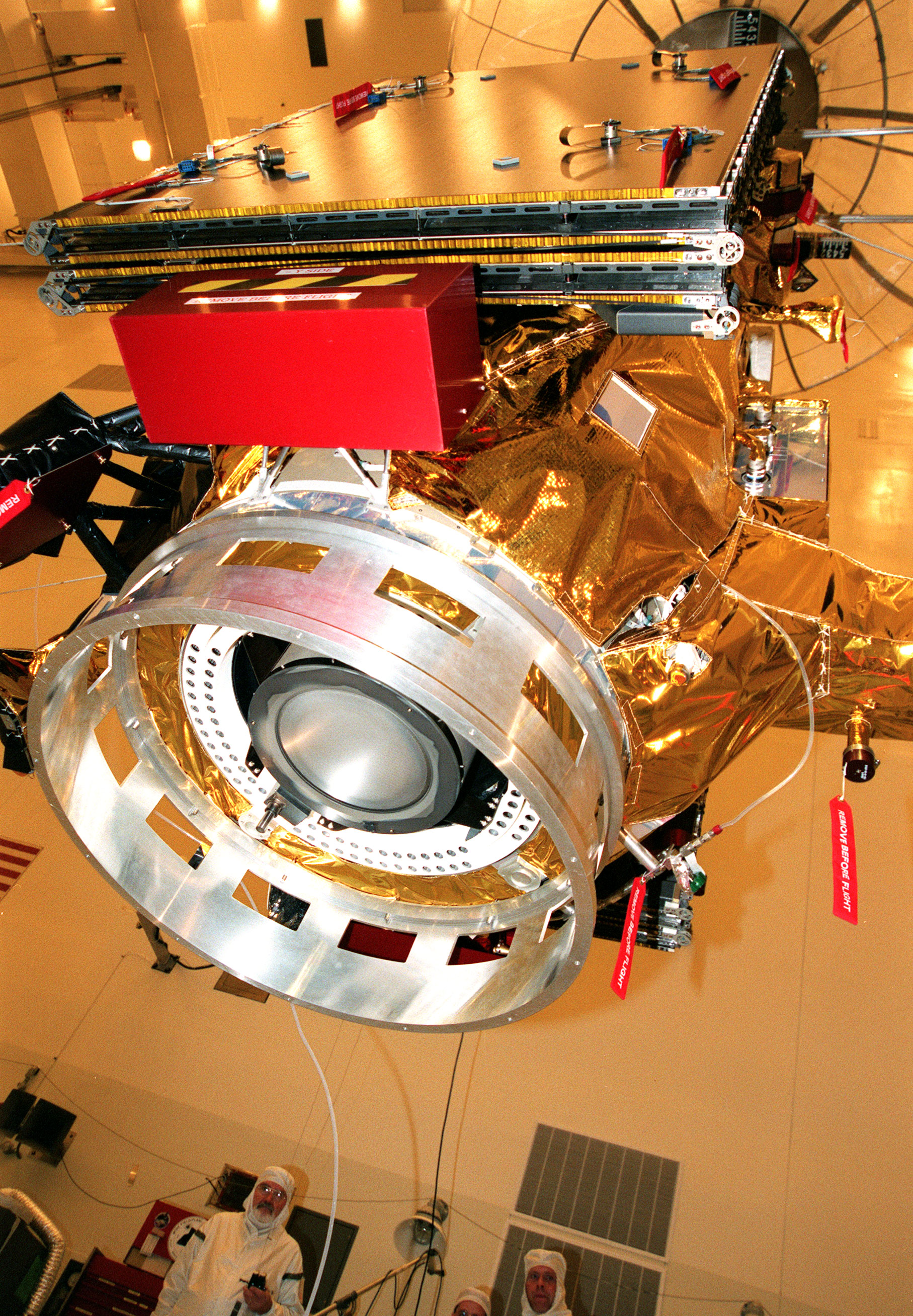
Las misiones Deep Space 1 y Dawn usaron la tecnología NSTAR, un motor iónico-electrostático alimentado por paneles fotovoltaicos

El propulsor iónico NASA NSTAR, acrónimo de Solar Technology Application Readiness, es un tipo concreto de propulsor iónico espacial denominado propulsor iónico-electroestático. Utiliza campos electrostáticos que aceleran los iones mediante electrodos a alto voltaje. Como todos los propulsores iónicos, proporciona un bajo empuje a cambio de un alto Impulso específico, pudiendo alcanzar muy altas velocidades si se mantiene funcionando el tiempo suficiente. 

## Desarrollo y rendimiento
El propósito del programa NSTAR era desarrollar un sistema de propulsión basado en Xenón para misiones al espacio profundo. El propulsor iónico NSTAR fue desarrollado en el Centro de Investigaciones Glenn de la NASA y fabricado por Huges y Spectrum Astro, Inc. a comienzos de la década de los 90. El desarrollo del sistema de alimentación fue un colaboración del JPL y Moog Inc.
En este tipo de propulsores los iones son acelerados al atravesar dos estrechas rejillas con una diferencia de potencial de 1.300V aprox. entre ambas. Para una potencia operativa de 2,3kW, el impulso específico se sitúa entre los 1.950-31.000 N·s/kg y un capacidad total de empuje de 2,65 x106 Ns. En 1996, el prototipo funcionó durante 8.000 horas en una cámara de vacío, simulando las condiciones del espacio exterior. Los resultados de estas pruebas fueron usados para determinar el diseño del instrumental de navegación desarrollado para la misión Deep Space 1. Uno de los retos a superar fue el desarrollo de un sistema de alimentación ligero y compacto capaz de convertir en corriente de alto voltaje la potencia procedente de los paneles FV.

Infografía de un propulsor iónico.

El motor desarrolla un impulso específico de 1.000 a 3.000 segundos, lo que supone una eficiencia un orden de magnitud superior a la de los motores tradicionales basados en propelentes químicos, disminuyendo a la mitad la cantidad de combustible necesario. Esto supone poder desarrollar vehículos espaciales más ligeros y, por tanto, económicos. Los propulsores iónicos son muy eficientes pero poco potentes, proporcionando empujes máximos de apenas 92 mN aunque durante largos periodos de tiempo, siendo útiles solo una vez en órbita y sin la fricción de la atmósfera. Para alcanzar la órbita  se recurre al empleo de vectores lanzadores (cohetes) a base de propelentes químicos. Una vez en órbita baja son capaces de alcanzar por sí mismos órbitas geoestacionarias e incluso abandonar la gravedad terrestre. Es por ello que resultan de gran interés también por la reducción de coste final, al ser este dependiente en gran medida de la masa de la nave.

## Aplicaciones
El propulsor iónico NSTAR fue usado por primera vez el la sonda espacial Deep Space 1 (DS1), lanzado el 24 de octubre de 1998, en la que se llevó a cabo el sobrevuelo del asteroide 9969 Braille y del comenta 19P Borrelly. Fue el medio de propulsor principal de la sonda, desarrollando una potencia máxima de 2.3 kW
La segunda misión interplanetaria en que se usó el sistema NSTAR fue la sonda espacial Dawn. Con tres propulsores redundantes de 30 cm de diámetro cada uno, se convirtió en la primera misión de la NASA en usar propulsores iónicos para alcanzar y abandonar más de un órbita.
La NASA ha establecido que este tipo de motores, en el rango de 5kW y 0.18N, son fuertes candidatos para impulsar las sondas hacia Europa, Plutón y otros cuerpos menores del espacio profundo. 